# Diecezja Port-Bergé
Diecezja Port-Bergé – diecezja rzymskokatolicka na Madagaskarze, powstała w 1993.

## Biskupi diecezjalni
- bp Armand Toasy (1993–2013)
- bp Georges Varkey Puthiyakulangara (koadiutor 2008–2013; ordynariusz od 2013)